# Unfriended
Série Unfriended
Unfriended: Dark Web
(2018)
Pour plus de détails, voir Fiche technique et Distribution.
Unfriended est un film d'épouvante américain en found footage réalisé par Levan Gabriadze, sorti aux États-Unis ainsi qu'en France en 2015.

## Synopsis
À Fresno, en Californie, la lycéenne Laura Barns met fin à ses jours en se tirant une balle dans la tête, après qu’une vidéo humiliante d’elle — où elle est ivre et défèque lors d’une fête — est devenue virale. Un an plus tard, son ancienne meilleure amie, Blaire Lily, discute en visioconférence sur Skype avec son petit ami, Mitch Roussel. Ils évoquent leur amour et envisagent de perdre leur virginité ensemble le soir du bal de promo.
Leur conversation intime est interrompue par l’arrivée d’amis en ligne : Jess Felton, Ken Smith et Adam Sewell. Rapidement, un utilisateur inconnu, au pseudonyme « billie227 », rejoint la discussion. Malgré leurs efforts pour l'exclure, l’intrus s’accroche à la conversation.
En consultant le profil de « billie227 », Blaire réalise avec horreur qu’il est lié au compte Facebook de Laura Barns. Bien que les autres soient sceptiques, le doute s’installe. Ils accusent leur camarade Val Rommel d’être derrière cette farce morbide et l’invitent à rejoindre le chat. Soudain, des photos compromettantes de Val à une fête réapparaissent sur les comptes de Jess et Adam, bien que Jess affirme ne pas les avoir publiées.
Val reçoit plusieurs message de billie227, invisible aux autres, qu’elle interprète comme une menace. Affolée, elle appelle les secours pour signaler un harcèlement, puis quitte brutalement l’appel. Peu après, une capture d’écran de messages anciens entre Val et Laura est envoyée au groupe, révélant que Val a poussé Laura au suicide. La caméra de Val se rallume : on la voit figée, une bouteille d’eau de Javel à la main, avant qu’elle ne s’effondre. La police intervient et annonce qu’elle s’est suicidée.
Laura intensifie sa vengeance en envoyant à chacun des messages contenant leurs secrets les plus intimes. Pour Blaire, c’est une série de photos révélant une liaison sexuelle secrète avec Adam. Ken tente alors d'utiliser un programme pour expulser l’intrus, tandis qu’Adam appelle la police. Mais la voix au bout du fil demande de ne pas raccrocher. La caméra de Ken se fige, puis montre brièvement ce dernier se mutiler le bras et la gorge, avant de quitter l'appel.
Laura force alors les survivants à jouer au jeu « Je n’ai jamais », sous peine de mort pour celui qui perd. Le jeu révèle des vérités toxiques : Jess a lancé des rumeurs sur les troubles alimentaires de Blaire ; Blaire a volé la voiture de la mère de Jess ; Mitch a embrassé Laura, puis a dénoncé Adam à la police pour possession de drogue ; Jess a volé 800 $ à Adam ; et Adam a proposé de sacrifier Jess pour sauver les autres.
Tensions, trahisons et vieilles blessures éclatent au grand jour. Adam pousse Blaire à admettre qu’ils ont couché ensemble, trahissant Mitch. En retour, Mitch force Adam à avouer avoir drogué, violé une camarade inconsciente et l’avoir forcée à avorter.
Blaire et Adam reçoivent alors des messages imprimés, chacun contenant une menace : si l’un montre son message, l’autre mourra. Blaire, contrainte par Mitch, révèle son papier. Adam, qui a reçu le même, mais avec le nom de Blaire, se tire une balle dans la tête.
Laura poursuit sa vengeance en s’en prenant à Jess, l’accusant d’avoir profané sa tombe. Quand Blaire tente de l’apaiser, Laura éteint les lumières chez Jess, coupe sa connexion… puis la caméra se rallume : on la voit en train de souffrir, avec un fer à lisser brûlant dans la gorge.
Ne restent plus que Mitch et Blaire. Laura les pousse à avouer qui a publié la vidéo humiliante. Dans un ultime acte de lâcheté, Blaire accuse Mitch. Celui-ci, trahi, se donne la mort en se plantant un couteau dans l'œil. Laura publie alors une version prolongée de la vidéo originale, où l’on voit clairement Blaire manipuler la caméra et rire de la chute de Laura.
Le monde entier découvre la vérité. Blaire, désormais seule, supplie Laura de lui pardonner. Laura quitte l'appel. L'ordinateur de Blaire se referme brusquement. Alors totalement dans le noir, sa porte grince. On voit l'esprit de Laura se jeter sur Blaire, avant un dernier hurlement.

## Fiche technique
Sauf indication contraire, les informations mentionnées dans cette section peuvent être confirmées par la base de données cinématographiques IMDb,  présente dans la section « Liens externes ».
- Titre original : Unfriended
- Titre français : Unfriended
- Titre de travail : Offline[1]
- Réalisation : Levan Gabriadze
- Scénario : Nelson Greaves
- Direction artistique : Heidi Koleto
- Costumes : Veronika Belenikina
- Photographie : Adam Sidman
- Montage : Parker Laramie et Andrew Wesman
- Production : Nelson Greaves et Timur Bekmambetov

Producteurs délégués : Jason Blum
Coproducteurs : Alan Khamoui (délégué), Adam Sidman
- Sociétés de production : Bazelevs et Blumhouse Productions
- Sociétés de distribution : Universal Pictures (États-Unis), Universal Pictures International France (France)
- Pays de production : États-Unis
- Langue originale : anglais
- Budget : 1 000 000 USD[2]
- Format : couleur
- Genre : horreur
- Durée : 83 minutes
- Dates de sortie[1] : 
  - États-Unis, Canada : 17 avril 2015
  - France : 24 juin 2015[3]
- Classification :
  - États-Unis : Restricted (Interdit aux mineurs de moins de 17 ans non-accompagnés d'un adulte)
  - France : Interdit aux moins de 12 ans avec avertissement

## Distribution
- Shelley Hennig (VFB : Mélanie Dermont) : Blaire Lily
- Moses Jacob Storm (VFB : Alexandre Crépet) : Mitch Roussel
- Renee Olstead (VFB : Marie Du Bled) : Jess Felton
- Will Peltz (VFB : Maxime Donnay) : Adam Sewell
- Jacob Wysocki (VFB : Phillipe Allard) : Ken Smith
- Courtney Halverson (VFB : Sophie Frison) : Val Rommel
- Heather Sossaman (VFB : Marcha Van Boven) : Laura Barns
- Mickey River : Dank Jimmy
- Cal Barnes : Rando Pauls
- Version française : 
  - société de doublage : Dubbing Brothers Belgique ;
  - direction Artistique : Raphaël Anciaux ;
  - adaptation : Mélanie de Truchis de Lays et Margaux Lamy ;
  - enregistrement : Grégory Beaufays ;
  - mixage : Frédéric Dray.

Source et légende : Version française (VF) sur carton du doublage français

## Production

### Genèse et développement
Le réalisateur Levan Gabriadze s’intéresse au projet car il apprécie un thème primordial du scénario : l'intimidation. Par ailleurs, il pense que toutes les nouvelles techniques et technologies de communication, mises en valeurs dans le film, permettent aux intimidateurs de pousser davantage leurs méfaits.
Le projet est d'abord développé sous le titre Offline. Les producteurs préfèrent finalement le plus mystérieux Cybernatural. Le titre sera finalement changé en Unfriended, peu de temps après sa présentation au FanTasia.

### Tournage
Le tournage a eu lieu à Santa Clarita en Californie. Il n'a duré que 16 jours et s'est déroulé dans une seule et même maison ; les acteurs tournaient chacun dans une pièce différente.

## Sortie

### Critique
Dans l’article, « The Horror of Discorrelation : Mediating Unease in Post-Cinematic Screens and Networks », Shane Denson explique qu’un élément d’horreur important trouvé dans Unfriended et d’autres films utilisant le format « desktop horror » tire parti des angoisses liées à une perte de contrôle dans les environnements numériques en raison d'« événements microtemporels » imperceptibles par l’homme.

### Box-office
| Pays ou région    | Box-office        | Date d'arrêt du box-office | Nombre de semaines |
| ----------------- | ----------------- | -------------------------- | ------------------ |
| États-Unis Canada | 31 307 815 $      | 14 mai 2015                | /                  |
| France            | 283 117 d'entrées | 7 juillet 2015             |                    |
| Mondial           | 62 882 090 $      | 14 mai 2015                | /                  |

## Distinctions
Source : Internet Movie Database

### Récompenses
- FanTasia 2014 : prix du film le plus innovant et mention spéciale

## Suite
Dès avril 2015, Blumhouse Productions annonce le développement d'une suite. Elle s'intitule Unfriended: Dark Web et sort en 2018.

## Anecdotes
L'historique de l'ordinateur de Blaire Lily, le personnage joué par Shelley Hennig, affiche un lien vers la série Teen Wolf, dans laquelle l'actrice joue.
Lorsque Blaire Lily consulte une vidéo YouTube en noir et blanc où l'on peut voir Laura Barns faire défiler une série de post-its exprimant ses sentiments envers son harcèlement qu'elle subissait. C'est clairement un hommage au tragique suicide d'Amanda Todd, ayant également posté une vidéo YouTube en noir et blanc de la même manière avec des pancartes comportant des phrases, où elle exprimait tout ce qu'elle ressentait avant de se donner la mort, peu de temps après.